# Limnobdella tehuacanea
Limnobdella tehuacanea är en ringmaskart som först beskrevs av Jimenez 1865.  Limnobdella tehuacanea ingår i släktet Limnobdella och familjen käkiglar. Inga underarter finns listade i Catalogue of Life.